# Епрувет
Епрувет (фр. èprouvette, англ. eprouvette, trier, tester) — механічний пристрій для вимірювання потужності димного пороху.
Епрувет був першим відомим пристроєм для цієї задачі, до того якість пороху перевіряли спостереженням за його згорянням. Точність епруветів часто була низька, оскільки ефективність пороху залежала від його призначення та умов застосування.

## Історія

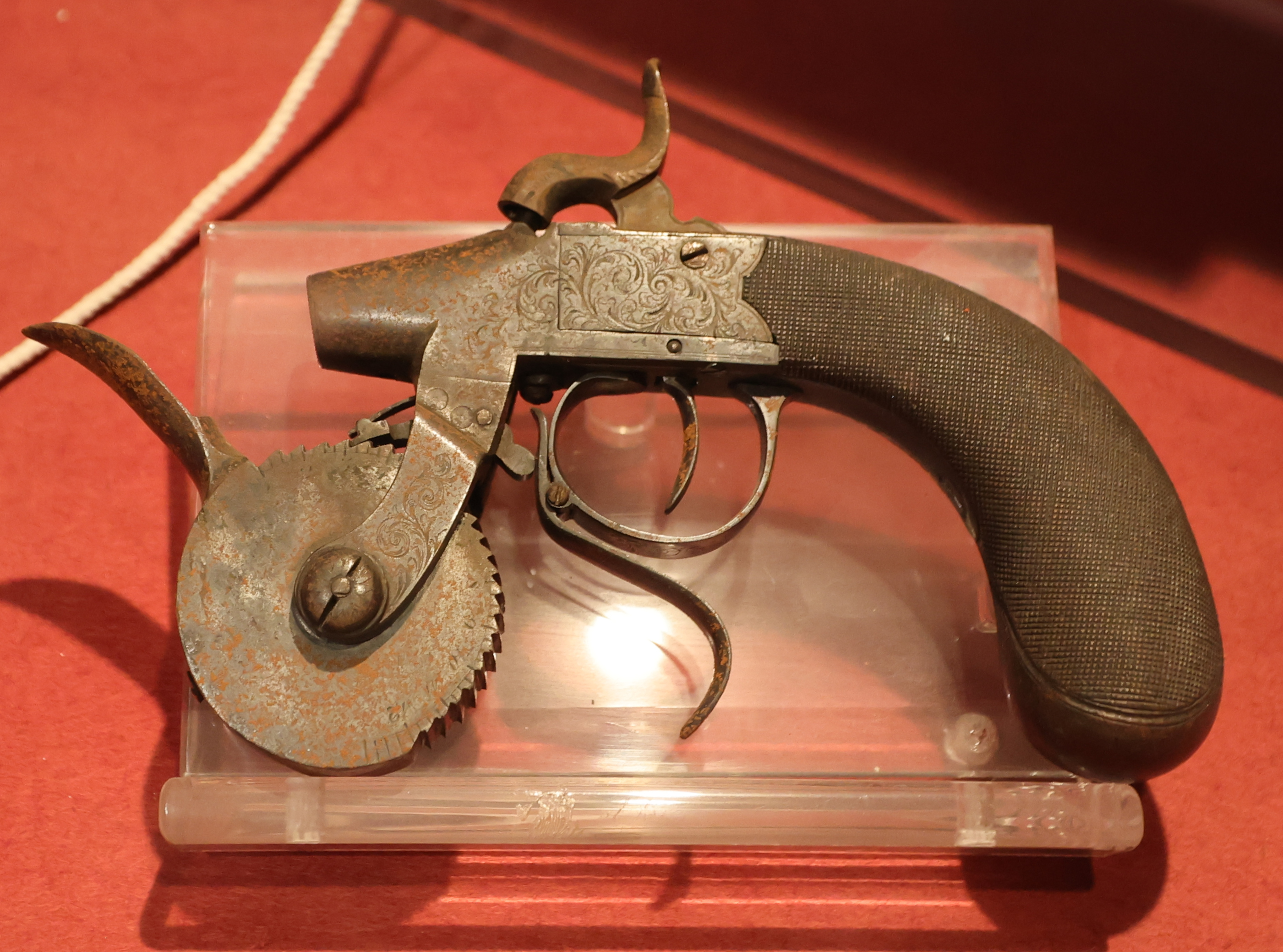
Епрувет-пістоль з капсульним замком

Перший відомий опис епрувета залишив Вільям Борн (англ. William Bourne) у роботі «Inventions and Devices» 1578 року. Його пристрій був невеликою металевою банкою з важкою кришкою, яка від вибуху підкидалась угору та затримувалась на зубчастій шкалі. Впродовж XVII—XX століть використовували й інші подібні гравітаційні епрувети, в яких важка кришка підлітала вгору на напрямних, затримуючись на заскочках.
Також існували пружинні епрувети зі шкалами або храповими колесами, в яких вибух протидіяв пружині, а не гравітації. Зокрема, таку конструкцію мали епрувети-пістолі, подібні за формою та способом дії до тогочасних пістолів. Їх розвиток наслідував розвиток спускових механізмів справжньої зброї, від ґнотових замків до ударно-кременевих і капсульних.
З XVII століття використовували епрувети-мортири, що метали снаряд, за траєкторією (віддаллю чи висотою пострілу) якого визначали ефективність пороху.